# 非国家工作人员受贿罪
非国家工作人员受贿罪，是《中华人民共和国刑法》规定的的一项罪名，顾名思义，该罪名针对中华人民共和国境内非国家工作人员的受贿行为。

## 内容
《中华人民共和国刑法》第一百六十三条规定：
|  | 公司、企业或者其他单位的工作人员，利用职务上的便利，索取他人财物或者非法收受他人财物，为他人谋取利益，数额较大的，处三年以下有期徒刑或者拘役，并处罚金；数额巨大或者有其他严重情节的，处三年以上十年以下有期徒刑，并处罚金；数额特别巨大或者有其他特别严重情节的，处十年以上有期徒刑或者无期徒刑，并处罚金。 公司、企业或者其他单位的工作人员在经济往来中，利用职务上的便利，违反国家规定，收受各种名义的回扣、手续费，归个人所有的，依照前款的规定处罚。 国有公司、企业或者其他国有单位中从事公务的人员和国有公司、企业或者其他国有单位委派到非国有公司、企业以及其他单位从事公务的人员有前两款行为的，依照本法第三百八十五条、第三百八十六条的规定定罪处罚。 |

本罪的犯罪主体为公司、企业或者其他单位的工作人员，其中也包括了国有公司、企业以及其他国有单位中的非国家工作人员。而关于“其他单位”的定义，根据最高人民法院、最高人民检察院《关于办理商业贿赂刑事案件适用法律若干问题的意见》，既包括事业单位、社会团体、村民委员会、居民委员会、村民小组等常设组织，也包括为组织体育赛事、文艺演出或者其他正当事项而成立的组委会、筹委会、工程承包队等非常设组织。
根据最高人民法院、最高人民检察院《关于办理贪污贿赂刑事案件适用法律若干问题的解释》，非国家工作人员受贿罪中的“数额较大”的起点按照受贿罪相对应的数额标准（人民币3万元）的2倍制定，即6万元；“数额巨大”的起点按照受贿罪相对应的数额标准（20万元）的5倍计算，即100万元。

## 特殊情况
如果是国企内从事公务的人员或派往国企工作的公务人员受贿，则应按照刑法第三百八十五条、第三百八十六条（即受贿罪）处理。社会团体成员利用职务之便收受他人财物、为他人谋取利益的行为，不以受贿或非国家工作人员受贿论处。
如果出现非国家工作人员与国家工作人员共同受贿的情况，依不同情况有如下处理方式：
- 利用国家工作人员的职务便利为他人谋利的，按受贿罪论处。
- 利用非国家工作人员的职务便利为他人谋利的，按非国家工作人员受贿罪论处。
- 分别利用各自的职务便利为他人谋取利益的，按主犯的犯罪性质论处；无法分清主从犯的，可按受贿罪论处。